# Learning management system
Pour les articles homonymes, voir LMS.

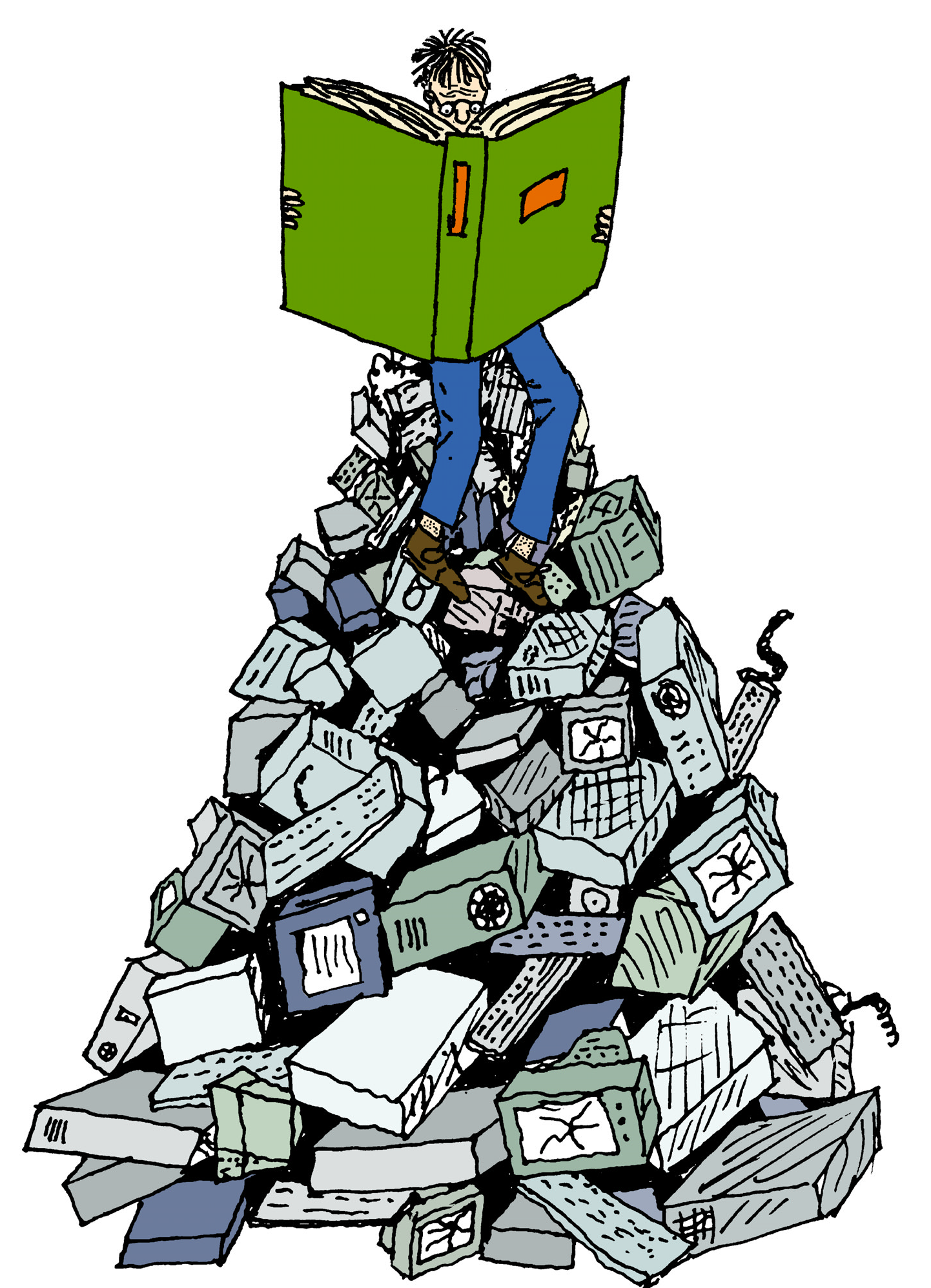
Accéder à un enseignement supérieur grâce à l’utilisation des ordinateurs.

Pour un article plus général, voir Technologies de l'information et de la communication pour l'enseignement.
 (novembre 2017).
 (novembre 2017).
En technologies de l'information et de la communication, un learning management system ou LMS (littéralement « système de gestion de l'apprentissage »), aussi appelé environnement numérique d'apprentissage, plateforme d'apprentissage, plateforme pédagogique ou encore système d'aide à l'apprentissage, est un logiciel qui accompagne et gère un processus d'apprentissage ou un parcours pédagogique.
Ce genre de système informatique propose des tests d'évaluation qui sont soit soumis à validation par l'enseignant soit proposées comme activités de régulation en auto-évaluation. Un LMS s'adosse généralement à un logiciel de gestion pour la partie administrative et logistique de la formation, notamment présentielle.
Il existe des standards normalisant les contenus pédagogiques : Learning Object Metadata (LOM) et Sharable Content Object Reference Model (SCORM).
Un dispositif de formation en ligne a les composantes suivantes :
- une communauté d'apprenants ;
- une plateforme d'apprentissage ;
- des tuteurs ou animateurs ;
- des contenus textuels ou multimédia didactiques ;
- une stratégie pédagogique et tutorale ;
- des activités de validation de connaissance.

## Fonctions d'une plateforme d'apprentissage
Une plate-forme pour la formation ouverte et à distance est un logiciel qui assiste la conduite des formations ouvertes et à distance. Ce type de logiciel regroupe les outils nécessaires aux trois principaux utilisateurs — formateur, apprenant, administrateur — d'un dispositif qui a pour premières finalités la consultation à distance de contenus pédagogiques, l'individualisation de l'apprentissage et le télétutorat.
Le LMS :
- héberge le contenu pédagogique multimédia
- contrôle l'accès aux ressources
- offre des activités pédagogiques
- facilite les activités de tutorat et de pilotage de la formation (suivi des cursus apprenants)
- facilite le pilotage des ressources de l'organisme de formation (gestion des formateurs, des moyens logistiques et techniques)
- gère la communauté d'apprenants
- permet la gestion administrative des documents associés à la formation (attestation de formation par exemple)

Autour de ces premières finalités, peuvent s'ajouter d'autres fonctionnalités et d'autres rôles comme :
- la fonctionnalité relative aux référentiels de formation et à la gestion de compétences, à la gestion administrative, à la gestion des ressources pédagogiques, à la gestion de la qualité de la formation
- les rôles d'administration des matériaux pédagogiques, d'administration de la scolarité ou de la formation[5]

La mise en place d'un système de gestion de l'apprentissage est du rôle de la DRH ou entre en jeu de la gestion du savoir-faire (knowledge management).

## Des termes différents: une même réalité
Les termes suivants sont employés dans le contexte de la formation à distance (par correspondance ou par utilisation du réseau internet). La plupart des termes ont en commun d'utiliser les technologies de l'information et de la communication TIC ou ICT (en anglais) appliqué ou non au système éducatif (TICE, ENT).
| Sigle (en)       | Signification (en)                        | Sigle (fr) | Signification (fr)                                            |
| ---------------- | ----------------------------------------- | ---------- | ------------------------------------------------------------- |
| API              | Application Program Interface             |            | Interface du logiciel (programme ou application)              |
| Asset            |                                           |            | Ressource                                                     |
| CAM              | Content aggregation model                 | MAC        | Modèle d'agrégation de contenu                                |
| CBT (e learning) | Computer-based training                   |            | Formation assistée par ordinateur                             |
| CMS              | Course management system                  |            | Système de gestion de cours                                   |
| CMS              | Content management system                 | SGC        | Système de gestion de contenu                                 |
| Online education |                                           | EAD        | Enseignement à distance                                       |
| IBT (e learning) | Internet-based training                   |            | Formation sur internet                                        |
|                  |                                           |            |                                                               |
| ICT              | Information and Communications Technology | TIC        | Technologie de l 'information et des télécommunications       |
|                  |                                           | ENT        | Espace numérique de travail                                   |
| MLE              | Managed learning environment              |            | Environnement contrôlé d'apprentissage                        |
| LMS              | Learning management system                | SGA        | Système de gestion de l'apprentissage                         |
| LP               | Learning platform                         |            | Plateforme d'apprentissage                                    |
| LOM              | Learning Object Metadata                  |            | Métadonnées des objets d'apprentissage                        |
| LCMS             | Learning content management system        |            | Système de gestion de contenu d'apprentissage ou de formation |
| LSS              | Learning support system                   |            | Système d'assistance à l'apprentissage                        |
| OCW              | Open course ware                          |            |                                                               |
| OLC              | Online learning centre                    |            | Centre de formations en ligne                                 |
| PLE              | Personal learning environment             |            | Environnement personnalisé d'apprentissage                    |
| RTE              | Run time environment                      | EE         | Environnement d'exécution                                     |
| SS               | Simple sequencing                         |            | Séquençage simple                                             |
| SCORM            | Sharable content object reference model   |            | Modèle de référence d'élément de contenu partagé              |
| SCO              | Sharable content object                   |            | Élément de contenu partagé                                    |
| TEL              | Technology-enhanced learning              | AAT        | Apprentissage amélioré par la technologie                     |
| XML              | eXtensible Markup Language                | XML        | Langage extensible de balisage                                |
| VLE              | Virtual learning environment              |            | Espace virtuel d'apprentissage                                |
| MLE              | Managed learning environment              |            | Environnement contrôlé d'apprentissage                        |
| WBT (e learning) | Web-based training                        |            | Formation sur le web                                          |

Un LMS se concentre sur la formation à distance et constitue le plus souvent une plateforme à destination de l'apprenant et du professeur. Ils doivent généralement s'appuyer sur des systèmes de back-office comme un logiciel de gestion de la formation pour les fonctionnalités logistiques, administratives, et financières - requises notamment pour l'administration de formation présentielle.

## Services proposés
Les différentes technologies informatiques permettent de mettre en place différents services orientés pour gérer l'enseignement, l'administratif et le campus virtuel.

### Fonctionnalités informatiques
Depuis le développement de l'internet, les applications ont été portées sur le web pour devenir des applications web collaboratives. Les plates-formes proposent des activités synchrones (« en temps réel ») ou asynchrones (« en différé »).
- Chat, messagerie instantanée, téléconférence, messagerie
- Calendrier, agenda, RSS
- Scoring
- CMS, groupware
- GED
- SMART Board, bureau virtuel, tableau blanc
- EPortfolio
- FAQ, forum, site web, blog

### Services communautaires
Ces services de diffusion d'informations permettent de mettre en place des mécanismes de partage d'expériences et de connaissances à travers différents outils (cours de récréation, bibliothèque, entraide) :
- e-groupes (clone de Yahoo! Groupes) ;
- flash-infos et fils d'informations RSS ;
- discussion par Forums ou chat ;
- post-it (messagerie instantanée) ;
- dépôt et partage de ressources : galeries d'images, multimédia ;
- blogs ;
- SPIP (framework coopératif de développement francophone) ;
- annonces journalisées (type linuxfr) ;
- envoi de message par SMS, webmail ;
- gestion de flux RSS.

### Service de contrôle de l'apprentissage
Celui-ci est fait en classe par les professeurs par des examens (en début de cours, trimestriel, en fin d'année). Les plateformes LMS permettent aux apprenants de s'autoévaluer.

### Service d'administration
La gestion de flux (workflow) a pour objectif de simplifier la mise en place et l'exploitation des procédures administratives relevant du service de la direction et du secrétariat (tableau affichage, courrier d'information).
- Gestion des bulletins de notes ;
- Gestion des passages à l'infirmerie ;
- Gestion des consignes ;
- Gestion des carnets à points ;
- Gestion des stages pédagogiques ;
- Gestion des CV et des offres d'emplois (type lolix.org) ;
- Réservation des ressources pédagogiques ;
- Gestion des listes du personnel et des élèves ;
- Gestion des absences du personnel et des élèves ;
- Gestion des emplois du temps du personnel, des élèves, des salles ;
- Portefeuille de compétences (portfolio) ;
- Résultats des examens ;
- Registre CHS.

La plupart des fonctionnalités logistiques, administratives, et financières - requises notamment pour l'administration de formation présentielle - se retrouvent en complément dans des systèmes de back-office comme un logiciel de gestion de la formation.

### Campus virtuel
Le campus virtuel se focalise sur le fonctionnement d'une classe dont l'espace est géré par le professeur : activités, sortie, devoirs et agenda.

## Technologies utilisées

### Système de gestion de contenu (CMS)
Un content management system (système de gestion de contenu) est un serveur web qui permet la création, gestion, publication, indexation de contenus, le  travail collaboratif, la gestion des utilisateurs. Dans la langue anglaise, CMS désigne aussi course management system, c'est-à-dire un LMS.
Un learning management system est un CMS utilisé pour gérer des contenus pédagogiques : Gestion de la formation, des résultats, diffusion de contenus préétablis, ordonnancement de modules de formation. Les utilisateurs premiers d'un LMS sont les élèves. Les LMS ne permettent pas de créer, modifier ou réutiliser du contenu.
Un learning content management system a toutes les capacités du LMS, auxquelles on a ajouté la capacité de générer des contenus de formation nouveaux, à partir d'objets d'apprentissages qui évoluent en quantité et en qualité. Un LCMS est un outil d'édition de contenu qui permet aux développeurs, auteurs et au graphiste de réutiliser le contenu et permet ainsi de développer des cours plus efficacement et rapidement.

### Virtual learning environment (VLE) et managed learning environment (MLE)
LMS mais ont des buts différents[incompréhensible]. Tous les deux se font dans un contexte où il a présence d'un enseignant (professeur/formateur) et d'une classe d'apprenant (élève/salarié). Le terme VLE est utilisé dans le monde de l'éducation tandis que le terme MLE est utilisé dans le monde du management.

### Espace numérique de travail (ENT)
Espace numérique de travail ou ENT est un terme utilisé dans le système éducatif en France pour faire référence à un portail qui centralise l'information. Cette centralisation s'appuie sur un cahier des charges.

### Environnement d'apprentissage personnel (PLE)
L'ensemble des services utilisables par internet grâce à l'évolution des technologies du web 2.0 pour apprendre en relation avec différentes communautés, ressources. Ces services sont les flux RSS, les messageries instantanées, la voix et la vidéo sur IP (streaming, vidéo à la demande) et l'agrégation de contenu (texte, podcast, vidéoblog). L'apprenant déciderait de son parcours pédagogique dans le but de valider ses compétences ou ses unités d'enseignement.
L'accès à l'ensemble de ces services pourrait être agrégé au sein d'un environnement d'apprentissage personnel (en anglais personal learning environment, PLE). Cette approche PLE met en avant la capacité d'autoformation de l'apprenant dans un cadre officiel/validé sans contraintes de présence. Ceci demande une homogénéisation des systèmes pour la reconnaissance et la validation de la transmission du savoir (enseignants, chercheurs, formateurs) non pas localement mais internationalement par une évolution du système de formation et du système éducatif français (socle commun de connaissances et de compétences) déjà en cours de réflexion (programme PISA). Le système de PLE ne peut s'appliquer aux professions manuelles, techniques qui nécessitent des outils, des machines, un compagnonnage (voir Formation ouverte et à distance). Scott Wilson et Wollin Milligan professeur de l'université de Bolton ont essayé de résumer le concept de PLE.

### Logiciel d'authoring
Il s'agit de logiciels destinés à la création de contenus pédagogiques. Ces logiciels évoluent pour supporter différents modèles (QTI, IMS, LOM, AICC, SCORM) dans le but de permettre l'industrialisation et la diffusion de contenu pédagogiques.
Les logiciels utilisés avant en local (traitement de texte, tableur, base de données, éditeurs html logiciel de gestion personnel) sont utilisés de façon collaborative grâce à leurs intégrations aux technologies web et à leurs compatibilités aux normes spécifiques telles que SCORM. Les technologies Rich Internet Application (RIA) sont mises à contribution du côté client pour augmenter le côté interactif et multimédia du contenu (vidéo, image, voix, texte).
La disponibilité d'un serveur LMS n'est pas le point principal dans les formations en ligne dans le système éducatif français.
La disponibilité d'ordinateur et la création de contenu multimédia compatible sont aussi importantes. Les organismes éducatifs commencent à s'équiper d'ordinateurs créant des disparités entre les élèves de différents établissements (B2i, TICES), tandis que les enseignants dont le rôle est d'enseigner se voient confier la tache supplémentaire de créer du contenu alors qu'ils en ont ni l'obligation, ni les moyens (le temps, formation, compétence, les finances, les logiciels), ni l'envie.
La création de contenu basé sur les programmes officiels est actuellement gérée par des groupes d'éditions par utilisation de logiciels spécialisés comme QuarkXPress dont le but est l'impression de livre ou de société comme CESAM qui utilise l'informatique. De nouvelles alternatives existent : livres numériques, objets SCO réutilisables.
Des plateformes propriétaires permettent déjà la réalisation de cours en ligne compatible LMS de façon collaborative : Mohive, e-doceo content manager - ECMG, xLMS de Xperteam ou encore 360Learning.

### Logiciels d'interopérabilité
Les LMS se différencient des serveurs CMS par l'ajout d'informations supplémentaires et donc de fonctionnalités aux contenus interactifs dans le but d'être importées et gérées par les serveurs compatibles. Les protocoles, normes, modèles qui sont à respecter sont par exemple le protocole PENS initié par l'AICC CMI Subcommitte et qui peut être utilisé avec des contenus Sharable Content Object Reference Model (SCORM), AIIC ou QTI.
SCORM est un modèle créé en 1999 par l'ADL (US) qui a pour but de remplacer les modèles AICC, IMS, LOM.
IMS s’intéresse à l’interopérabilité des applications et services en ligne notamment grâce à l'utilisation de fichiers xml de métadonnées.
LOM XML Schema est la norme plus complète qui propose plus de 80 métadonnées (sur le cours et non du cours lui-même comme SCORM). Elle est produite par IMS et Ariadne, et est la plus connue dans les milieux universitaires/gouvernementaux. Elle est proche des problématiques de la gestion documentaire. Les fichiers LOM peuvent être transférés sur internet en utilisant plusieurs protocoles xml sur http. Le CanCore propose gratuitement un guide pour l'interprétation et l'implémentation pour chaque élément du standard LOM.
La norme SCORM permet l'indexation du contenu mais aussi de suivre, évaluer et noter la progression de l'apprenant (écran de cours ou d'exercices). La norme permet à l'apprenant de suivre une séquence d'écrans avec ou sans possibilité de revenir en arrière ainsi que de présenter automatiquement l'ordre des questions de façon aléatoire. Les logiciels de création de contenu compatible SCORM permettent de créer du contenu pédagogique qui sait à tout moment le temps passé sur chaque écran, les écrans visualisés et les réponses sélectionnées par l'apprenant. Ces informations d'évaluation, gérées avant localement dans le contenu pédagogique ou l'application pour être sauvegardées localement ou imprimées, sont ici envoyées et stockées au niveau du LMS qui héberge le contenu (le LMS et le contenu doivent être compatible SCORM). Le LMS pouvant de par sa fonction de CMS présenter les résultats ou les envoyer sous forme d'un rapport (html, pdf, csv, excel...) par courriel aux personnes concernées.
SCORM est une suite de spécifications techniques qui permet aux systèmes d'apprentissage en ligne de trouver, importer, partager, réutiliser et exporter les contenus d'apprentissage, de manière normalisée[source insuffisante].
En effet la norme SCORM permet au LMS grâce à un fichier xml de connaître la localisation, les noms et les fonctions de tous les fichiers contenus dans un contenu pédagogique grâce à la norme Content Packaging specification (CPS). Celle-ci définit pour des raisons d'interopérabilité la structure organisationnelle de tous les paquets de fichiers. Pour un paquet PIF (PIF.zip) : la racine contient un fichier imsmanifolst.xml et un répertoire de nom PIF contenant les contenus textuels et multimédias.
La version SCORM 1.2 définit trois parties :
- Package Interchange Format (PIF) : définit l'organisation d'un paquet qui interagira avec le LMS. C'est un fichier zip qui contient tous les fichiers nécessaires à un cours : le contenu ou Asset (html, css, image, audio, applet), les métadonnées (fichier xml), la structure du cours ou Content aggregation (pour gérer les séquences d'écrans par contenu et par navigation). Une collection d'assets (questionnaires interactifs, page web, animation) peuvent être contenus dans un Sharable Content Object ou SCO ou unité d'apprentissage.
- Content Aggregation Model (CAM) : spécifie comment agéger les fichiers xml (xml metadata package) pour pouvoir l'importer dans un LMS
- Run-Time Environment (RTE) : spécifie comment le contenu doit interagir avec le LMS.

Le contenu (précisément le SCO) stocké sur serveur et chargé sur le client web ne peut discuter avec le LMS qu'à travers l'API Adapter SCORM. Celui-ci utilise donc un langage de programmation. L'implémentation cliente en javascript du SCORM est stockée dans un SCO au niveau des assets. La liste minimum que l'un des assets doit implémenter dans un SCO pour localiser l'API Adapter est  LMSInitialize(“”) and LMSFinish(“”). Le SCO est la plus petite unité d'un contenu pédagogique qu'un LMS peut lancer et suivre. La norme SCORM est un framework avec une relation de type client serveur ; le client étant le paquet PIF et le serveur LMS qui implémente aussi la norme SCORM. Ainsi le client SCO et le serveur implémentent les mêmes fonctions.
LETSI travaille sur SCORM 2.0 qui se focalise sur l'interopérabilité des contenus mais l'avenir semble être aussi vers l'interopérabilité des systèmes/services entre eux (LMS, blogs).

### Technologie client
Le client est un navigateur web compatible avec les technologies RIA nécessaires pour visualiser les formations créées par les outils d'authoring. Les plateformes de formation proposent une session de test pour valider la compatibilité du navigateur avec les technologies utilisées sur la plateforme de formation.
- test général sur les DHTML, flash, Silverlight, jav (FX) Adobe AIR.
- test spécifique pour la plateforme e-learning de Microsoft

## LMS et système éducatif
La plateforme utilisée par les plus grandes universités américaines et européennes est Sakai comme à l'Université Pierre-et-Marie-Curie jusqu'en juin 2017 parce qu'il permet d'être utilisé par des dizaines de milliers d'utilisateurs en simultanés (concurrent).

### En France
Moodle est :
- La plateforme la plus utilisée dans les Universités et les grandes écoles ;
- La plateforme utilisée par les IUFM ;
- La plateforme de FOAD la plus courante ;
- La plateforme utilisée par le Cnam, après Plei@d ;
- La plateforme utilisée par Culture et Formation.

D'autres LMS sont utilisés :
- Les plateformes utilisées par le Conseil Régional d'Auvergne sont TreeLearning et OnlineManager
- La plateforme utilisée par le Campus Veolia et Securitas est Rtrain
- La plateforme utilisée par Adecco Université est OnlineManager
- La plateforme utilisée par le Campus Chronopost est e-teachServer
- La plateforme utilisée par le Campus de la SNCF et pour HEC est 360Learning
- Les plateformes utilisées dans le système éducatif français (ENT) sont nombreuses. SPIP[14]  n'est pas un LMS
- La plateforme dans le public est CyBéo soutenu (utilisé ?) par le Ministère des Finances et de l'Industrie français
- La plateforme utilisée dans le Ministère de l'économie et des finances (IGPDE) est elearning manager d'e-doceo[15]
- La plateforme utilisée par le site du CNED et son site de campus numérique FORSE[16] est WebCT
- La plateforme utilisée par les établissements de l'enseignement public est Prométhée
- La plateforme utilisée par les entreprises privées ou grands groupes en interne est la plateforme ViaSyst, qui présente l'avantage de ne pas nécessiter de ressources spécialisées pour la configuration et l'exploitation.
- La plateforme utilisée par le réseau de l'enseignement agricole est Formagri, développée par le Ministère de l'agriculture, de l'agroalimentaire et de la forêt.
- La plateforme utilisée par la fédération Citoyens et justice pour former les membres de ses 150 associations est Akuter Entreprise.

La plupart de ces plateformes sont payantes ou à accès réservé, il n'existe pas encore de plateforme/service de formation gratuite comme l'OpenCourseWare (OCW) du MIT.

### Avantages et inconvénients
La fabrication d'un contenu compatible SCORM est trop difficile et demande beaucoup trop de savoir qu'un professeur seul ne saurait maîtriser. Le SCORM privilégie la forme (multimédia) et la technique (système de surveillance continu) par rapport au contenu et au dialogue. L'évolution des LMS pourrait être l'équivalent de ce qui est en train de se faire à la khan academy (sw). Cette plateforme permet un suivi informatique continu de ce que font les élèves sans aller dans le suivi des actions de celui-ci au niveau du contenu comme le fait la norme SCORM. L'élève progresse en suivant des vidéos en ligne le plus souvent faites avec une tablette graphique accompagnée de la voix seule du professeur. En cours présentiel, le professeur grâce au système se focalise sur le support par des exercices et du dialogue et sur les élèves qui ont des difficultés d'apprentissages. Par ce système, les élèves progressent par eux-mêmes et sont responsables personnellement d'eux-mêmes.
Les sites clients sont des navigateurs web et donc très peu fonctionnent en mode hors ligne (gears, websocket). La solution est d'utiliser les machines virtuelles non plus seulement à l'intérieur du navigateur (Applet) mais aussi à l'extérieur de celle-ci (application).
Un LMS se concentre sur la formation à distance et constitue le plus souvent une plateforme à destination de l'apprenant et du professeur. Ils doivent généralement s'appuyer sur des systèmes de back-office comme un logiciel de gestion de la formation pour les fonctionnalités logistiques, administratives, et financières - requises notamment pour l'administration de formation présentielle.

## Quelques LMS
- Tableau des plates-formes sous licence libre

Des plateformes de groupware et de plate-forme collaborative sont utilisables dans les systèmes éducatifs (non LMS, non ENT). Ce sont des applications utilisables en ligne (SaaS) permettant dans la plupart des cas de créer, partager, importer, exporter et collaborer à l'édition de contenu divers (document Word, Excel, PowerPoint, OpenOffice.org).
- Google : Google Wave, Google Apps
- Microsoft : Microsoft office Live, Microsoft Office Web Applications, iSpring Learn LMS (en)
- Adobe : Buzzword, Adobe ConnectNow, createpdf
- Eliademy (en)